# 스티브 해리스
스티브 해리스(영어: Steve Harris, 1956년 3월 12일 ~ )는 영국의 베이시스트, 키보디스트, 백 보컬리스트, 메인 작곡가, 헤비 메탈 밴드 아이언 메이든의 창립자 겸 리더이다. 그는 1975년 그들이 데뷔한 이래 밴드의 유일한 지속적인 멤버였고, 그들의 모든 음반에 등장한 단 두 명 중 한 명이며, 다른 한 명은 기타리스트 데이브 머레이이다.
해리스는 인정받고 인기 있는 베이스 연주 스타일을 가지고 있는데, 특히 싱글 〈Run to the Hills〉와 〈The Trooper〉와 같은 아이언 메이든 녹음에서 찾아볼 수 있는 "질주"를 가지고 있다. 밴드의 베이시스트, 작곡가, 백 보컬리스트로서의 역할 외에도, 그는 그들의 음반을 제작하고 공동 제작하며, 그들의 라이브 비디오를 감독하고 편집하며 스튜디오 키보드와 신시사이저를 공연하는 것과 같은 많은 다른 역할들을 맡았다. 그는 가장 위대한 헤비 메탈 베이시스트 중 한 명으로 언급되어 왔다.
2012년, 해리스는 데뷔 솔로 음반인 《British Lion》을 발매했고, 2020년에는 《The Burning》이 그 뒤를 이었다.

## 어린 시절
해리스는 월섬포리스트 구에 있는 휘프스 크로스 대학 병원에서 태어났고 레이턴스톤에서 성장하여 프로 축구 선수가 되기를 꿈꾸었다. 월리 세인트 피어에 의해 스카우트된 해리스는 웨스트햄 유나이티드 FC로 가는 훈련을 요청받았다. 10대 초반에 록 음악에 관심을 갖게 된 후, 그는 더 이상 프로 축구를 하고 싶지 않다는 것을 깨달았다. 특히 그는 비틀즈의 영향을 많이 받았다.
처음에 해리스는 드럼을 연주하기를 원했지만, 그의 집에 드럼 키트를 위한 충분한 공간이 없었고, 그래서 대신 베이스를 결정했다. 완전히 독학으로, 그의 첫 베이스는 1971년에 40파운드의 비용을 지불한 펜더 프리시전 모델의 사본이었다.
첫 베이스를 산 지 10개월 만에 해리스는 밥 버스코일(리드 보컬), 데이브 스미스(기타), 폴 시어스(드럼)가 참여하는 밴드에 합류했다. 메릴랜드 포인트의 카트 앤 말스 펍, 캐닝 타운의 스트랫포드, 브리지하우스에서 짧은 공연을 한 후, 밴드는 해체되었고 해리스는 1974년 2월에 스밀러라는 밴드를 위해 오디션을 보았다. 이 의상을 입고 해리스는 자신의 곡을 쓰기 시작했고 미래의 아이언 메이든 멤버 데니스 윌콕과 더그 샘슨과 함께 작업했지만, 그들이 너무 복잡하다고 주장하며 그의 음악을 연주하는 것을 거부하자 밴드를 떠났다.

## 경력

### 아이언 메이든
스밀러를 떠나자, 해리스는 1975년 크리스마스 날에 아이언 메이든을 만들었으며, 밴드의 이름은 1939년 영화 《아이언 마스크》에서 영감을 받았다. 1979년 아이언 메이든이 EMI와 계약을 맺기 전까지 해리스는 이스트엔드오브런던에서 건축 외설가로 일했고, 그 때 그는 거리 청소부로 일했다.
그들의 창단 이후 해리스는 밴드의 주요 작곡가이자 작사가였다. 그의 작곡은 전형적으로 그의 트레이드 마크인 질주하는 베이스 패턴을 보여주는데, 이것은 〈The Trooper〉와 〈Run to the Hills〉와 같은 곡들에서 많이 나타나며, 그의 프로그레시브 록에 영향을 받은 시간 변화들을 보여준다. 최근 해리스의 노래는 더욱 프로그레시브 록이 되었고, 기타리스트 아드리안 스미스는 해리스가 혼자 쓰기보다는 다른 멤버의 노래에 "가사와 멜로디와 편곡"하는 것을 더 좋아한다고 평했다. 해리스는 그의 흥미와 프로그레시브 록의 영향을 반영하여, 책과 영화에서 영감을 받은 신화, 역사 또는 주제에 대한 가사를 자주 쓴다.

## 음반 목록

### 아이언 메이든
- Iron Maiden (1980년)
- Killers (1981년)
- The Number of the Beast (1982년)
- Piece of Mind (1983년)
- Powerslave (1984년)
- Somewhere in Time (1986년)
- Seventh Son of a Seventh Son (1988년)
- No Prayer for the Dying (1990년)
- Fear of the Dark (1992년)
- The X Factor (1995년)
- Virtual XI (1998년)
- Brave New World (2000년)
- Dance of Death (2003년)
- A Matter of Life and Death (2006년)
- The Final Frontier (2010년)
- The Book of Souls (2015년)
- Senjutsu (2021년)

### 브리티시 라이언
- British Lion (2012년)
- The Burning (2020년)